# Дервіш Ероглу
Дерві́ш Ероглу́ (тур. Derviş Eroğlu; нар. 1938, Фамагуста, Кіпр) — президент невизнаної держави Турецька Республіка Північного Кіпру з 23 квітня 2010 року. Був прем'єр-міністром з 1985 по 1994 рік і з 1996 по 2004 рік.

## Біографія
Народився в Фамагусті. Навчався в Стамбульському університеті, Туреччина. Вперше обраний до Парламенту Північного Кіпру, тоді — «Турецька Федеративна Держава Північного Кіпру», в 1976 році, був міністром освіти, культури, молоді та спорту в 1976-77 роках. Був членом конституційної асамблеї ТСРК в листопаді 1983 року.
Як голова Партії національної єдності, обіймав посаду прем'єр-міністра ТРСК в чотирьох складах кабінету міністрів підряд з 1985 по 1993 роки. Був лідером опозиції з 1994 по 1996 рік. Знову був прем'єр-міністром з 1996 року доти, поки його партія не програла в 2004 році загальні вибори Турецької республіканської партії Мехмета Алі Талата. Партія Ероглу знову отримала більшість у парламенті на виборах 18 квітня 2009 року (44 % від загального числа голосів) і Ероглу через 5 років знову став прем'єр-міністром. 21 листопада 2005 року Ероглу пішов з посади голови Партії національної єдності, заявивши, що «час молодим взяти на себе управління». Переобраний головою партії в листопаді 2008 року.
18 квітня 2010 року були проведені президентські вибори у ТРПК. Основними суперниками на цих виборах стали Дервіш Ероглу і чинний президент Мехмет Алі Талат. Перемогу, хоча і з невеликою перевагою голосів, здобув Дервіш Ероглу. Ероглу заявив, що продовжить мирні переговори з греками-кіпріотами, розпочаті Талатом 2008 року. Проте він наполіг на незалежності турко-кіпрського державного утворення, яке робить неможливим створення федеративного Кіпру відповідно до резолюцій ООН. Варто додати, що напередодні виборів президент Кіпру Дімітріс Хрістофіас, відкрито підтримав кандидатуру Талата і попередив, що у разі перемоги Ероглу не має наміру починати переговори заново
Ероглу одружений, має чотирьох дітей і трьох онуків.